# Lubomír Kressa
Lubomír Kressa (6. prosince 1941 Třebíč – 20. července 1981 Třebíč) byl český malíř, grafik a sochař.

## Biografie
Lubomír Kressa se narodil v roce 1941 v Třebíči, kde také v roce 1962 dokončil vyučení v oboru číšník. V roce 1966 vystudoval obor umělecké kovářství a zámečnictví na Střední uměleckoprůmyslové škole v Turnově. V září téhož roku nastoupil do Okresního domu pionýrů a mládeže v Třebíči, kde vedl estetické oddělení. V roce 1966 pak v Brně uspořádal první samostatnou výstavu, druhou v témže městě pak uspořádal v roce 1979. V Okresním domě pionýrů a mládeže pracoval až do své smrti v roce 1981. Samostatné výstavy následně pokračovali i po jeho smrti, kdy bylo jeho dílo vystaveno v letech 1981 (Kavárna Alfa), 1991 (Malovaný dům), 2001 (Malovaný dům), v Brně v Galerii U Dobrého pastýře v roce 1995 a v minigalerii TRIFOIL v Jihlavě v roce 2014. V Třebíči v Galerii Tympanon v Muzeu Vysočiny Třebíč pak v roce 2017 proběhla výstava k nedožitým 75. narozeninám.
Jeho synem je Luboš Kressa.

## Dílo
Od počátku druhé poloviny 60. let úspěšně rozvíjel výtvarný talent v oblastech surrealistické plastiky, kresby, malby a grafiky. Mnohotvárnou, důsledně koncipovanou tvorbou reagoval na podněty vyvěrající ze vztahu člověka k přírodnímu dění, k městské civilizaci a k prostředkům techniky. Do velké šíře rozvinul estetické a významové možnosti monotypu z lékařské gázy. Tuto výtvarnou technologii uplatnil zejména v grafické oblasti, spolu s dekalkem ji aplikoval též v imaginativní malbě. V sochařství (i monumentálním) se věnoval především ocelové svařované plastice v surrealistických dílech antropomorfního charakteru.

### Samostatné výstavy
- 1965, Závodní klub Závodů G. Klimenta, Třebíč (s Josefem Kremláčkem a Boženou Kjulleněnovou)[4]
- 1966, Malá galerie Trýbova klubu Lékařské fakulty Univerzity J.E.Purkyně Brno, Brno (s Josefem Kremláčkem)
- 1979, Galerie mladých, Brno (s Milanem Nestrojilem)

#### Posmrtně
- 1981, Poetická kavárna Alfa, Třebíč (vzpomínkový večer k nedožitým 40. narozeninám)
- 1991, Galerie Malovaný dům, Třebíč (Retrospektiva)
- 1995, Galerie mladých / U Dobrého pastýře, Brno (Retrospektiva)
- 2001, Galerie Malovaný dům, Třebíč (Retrospektiva)
- 2014, Minigalerie Trifoil, Jihlava
- 2017, Galerie Tympanon, Muzeum Vysočiny Třebíč, Třebíč

### Kolektivní výstavy
- 1966, Klub Antonína Trýba, Brno (Výstava dekalků, koláží a monotypů Josefa Kremláčka a Lubomíra Kressy)
- 1967, Dům umění města Brna, Brno (Nové výtvarné postupy)
- 1968, Kunstamt Wilmersdorf, Berlín (Die Logik der durchsichtigen Nacht)
- 1968, Oblastní galerie Vysočiny v Jihlavě, Jihlava (1. bienále "Výzkumy grafiky")
- 1969, Galerie 7, Mons (Artistes tchécoslovaques)
- 1970, Zámek Třebíč, Třebíč (Výtvarná skupina Konfese)
- 1971, Jednotný klub pracujících ROH, Třebíč (Skupina 4)
- 1971, Oblastní galerie Vysočiny v Jihlavě, Jihlava (Výtvarníci Vysočiny)
- 1972, Zámek Třebíč, Třebíč (III. výtvarná Třebíč)
- 1972, Dům pánů z Kunštátu, Brno (Trienále 15/30)
- 1973, Jednotný klub pracujících ROH, Třebíč (Skupina 4)
- 1976, Jednotný klub pracujících ROH, Třebíč (VI. výstava mladých výtvarníků)
- 1982, Okresní knihovna - výstavní síň, Třebíč (Skupina 6)
- 1991, Mánes, Praha (Umění akce)
- 1994, Galeria Centrum, Katovice (Symbol of three Generations. Malarstwo, grafika, performance, wideo)
- 1994, Galerie Malovaný dům, Třebíč (Symbols of Three. Malba, grafika, performance, video)
- 1998, Kunstverein Horn, Horn (Skupina 4)
- 1998, Galerie Malovaný dům, Třebíč (Václavské malování)
- 2000, Galerie Katakomby, Brno (Rozdělávání ohňů)
- 2002, Galerie Malovaný dům, Třebíč (Na sítnici bouře)
- 2002, Oblastní galerie Vysočiny v Jihlavě, Jihlava (Na sítnici bouře / Sur la rétine de la tourmente)
- 2007, Galerie Sýpka-Vlkov, Osová Bítýška (Lubomír Kressa st., Milan Nestrojil, Zdeněk Štajnc: Plastiky, kresby, alchymáže)
- 2007, Městská galerie Hasičský dům, Telč (Lubomír Kressa st., Milan Nestrojil, Zdeněk Štajnc: Plastiky, kresby, alchymáže)
- 2007, Galerie Malovaný dům, Třebíč (Skupina 4 (Třebíč))
- 2008, Galerie Malovaný dům, Třebíč (Na vlnách Ra. Ladislav Novák a jeho přátelé ze soukromé sbírky Josefa Brože)
- 2009, Barockschloss Riegersburg, Riegersburg (Kunst zur Zeit de kalten Krieges)
- 2021, Dům pánů z Kunštátu, Brno (Mladí přátelé výtvarného umění (1960-1995))

### Zastoupení ve sbírkách
Muzeum Vysočiny Třebíč a četné soukromé sbírky v České republice a v zahraničí.